# Henicus ferox
Henicus ferox är en insektsart som först beskrevs av Louis Albert Péringuey 1916.  Henicus ferox ingår i släktet Henicus och familjen Anostostomatidae. Inga underarter finns listade i Catalogue of Life.